# Mathieu Montcourt
Mathieu Montcourt (4. ožujka 1985.- 6. srpnja 2009.) bio je francuski tenisač.

## Karijera
U karijeri je osvoji tri challengers i tri futures turnira. 
Godine 2008. kažnjen je s 12.000 $ i suspendiran na osam tjedana (kasnije smanjeno na pet)  zbog klađenja na teniske mečeve između lipnja i rujna 2005. godine, iako se nije kladio na svoje mečeve.
Posljednji turnir je odigrao u lipnju 2009. godine u Rijeci gdje je došao da polufinala.

## Turniri
| Osvojeni turniri |
| ATP Tour (0)     |
| Challengers (3)  |
| Futures (3)      |

| Br. | Godina | Turnir                 | Podloga | Protivnik      | Rezultat      |
| 1.  | 2004.  | L'Aquila, Italija      | pijesak | Andrey Golubev | 6–2, 6–1      |
| 2.  | 2005.  | Rodez, Francuska       | beton   | Tobias Clemens | 6–3, 6–2      |
| 3.  | 2007.  | Durban, JAR            | beton   | Rik de Voest   | 5–7, 6–3, 6–2 |
| 4.  | 2008.  | Bergamo, Italija       | pijesak | Antonio Veić   | 6–2, 7–5      |
| 5.  | 2008.  | Reggio Emilia, Italija | pijesak | Pablo Andujar  | 2–6, 6–2, 6–4 |
| 6.  | 2008.  | Tampere, Finska        | pijesak | Flavio Cipolla | 6–2, 6–2      |

## Vanjske poveznice
- Montcourt rezultati  Arhivirana inačica izvorne stranice od 5. ožujka 2012. (Wayback Machine)
- Montcourt pozicije na ATP listi  Arhivirana inačica izvorne stranice od 5. ožujka 2012. (Wayback Machine)